# Ljudmila Grigorjewna Postnowa
Ljudmila Grigorjewna Postnowa (russisch Людмила Григорьевна Постнова, wiss. Transliteration Ljudmila Grigor’evna Postnova; * 11. August 1984 in Jaroslawl) ist eine ehemalige russische Handballspielerin. Ihre Körperlänge beträgt 1,83 m.
Postnowa, die zuletzt für den russischen Club GK Astrachanotschka (Rückennummer 5) spielte und für die russische Nationalmannschaft auflief, wurde meist im linken Rückraum eingesetzt.

## Karriere
Ljudmila Postnowa begann mit zwölf Jahren in ihrer Heimatstadt mit dem Handballspiel. Für den örtlichen Erstligisten von Jaroslawl debütierte sie auch in der ersten russischen Liga, bevor sie 2002 zum Spitzenclub GK Lada Toljatti wechselte. Mit den Frauen aus der Autostadt gewann sie 2003, 2004, 2005 und 2006 die russische Meisterschaft. 2007 zog sie ins Finale der EHF Champions League ein. Im Januar 2010 wechselte Postnowa zum Ligarivalen Swesda Swenigorod, mit dem sie 2011 und 2014 den russischen Pokal gewann. Nach der Saison 2013/14 legte sie eine Pause ein und schloss sich im Februar 2016 GK Astrachanotschka an. Mit GK Astrachanotschka gewann sie 2016 die russische Meisterschaft. Nach der Saison 2017/18 beendete sie ihre Karriere.
Ljudmila Postnowa bestritt über 200 Länderspiele für die russische Nationalmannschaft. Mit Russland wurde sie 2005 im eigenen Land, 2007 in Frankreich und 2009 in China Weltmeisterin; bei der Europameisterschaft 2006 gewann sie Silber. Bei den Olympischen Spielen 2008 holte sie sich die Silbermedaille und wurde in das All-Star-Team gewählt. Im Sommer 2012 nimmt sie an den Olympischen Spielen in London teil.